# Смородин, Григорий Иванович
Григорий Иванович Смородин (1907, Таганрог, область Войска Донского — 21 апреля 1968) — советский партийный деятель. Первый секретарь Керченского горкома ВКП(б) (1958—1961).

## Биография
Родился в 1907 году в городе Таганрог Ростовской области в семье рабочего. В 1924-1930 годах слесарь на Таганрогском металлургическом заводе. Член КПСС с 1931 года. В 1933 году окончил Ростовский индустриальный техникум. В 1933-1941 годах – начальник цеха, конструктор, технолог и начальник планового отдела Таганрогского металлургического завода. В 1941-1943 годах работал в эвакуации в оборонной промышленности на Урале.
В 1943-1949 годах – заместитель заведующего отделом металлургии и энергетики, заместитель секретаря Таганрогского горкома ВКП(б) по промышленности, 1-й секретарь Орджоникидзевского райкома ВКП(б) Таганрога. В 1949-1952 годах – заведующий отделом тяжелой промышленности Крымского обкома ВКП(б). В 1952-1958 годах 1-й секретарь Керченского горкома КПУ. В 1958-1961 годах – начальник управления местной и топливной промышленности Крымского облисполкома. В 1961-1967 годах – начальник управления бытового обслуживания населения Крымского облисполкома. Депутат Крымского областного совета депутатов трудящихся. С 1967 года – на пенсии. Скончался 21 апреля 1968 года..